# Richland County (South Carolina)
Richland County ist ein County im Bundesstaat South Carolina der Vereinigten Staaten. Im Richland County leben 416.147 Menschen (Volkszählung 2020). Der Verwaltungssitz (County Seat) ist Columbia, gleichzeitig auch die Hauptstadt des Bundesstaates South Carolina.

## Geographie
Das County liegt im geographischen Zentrum von South Carolina und hat eine Fläche von rund 2000 Quadratkilometern, wovon 40 Quadratkilometer Wasserfläche sind. Es grenzt im Uhrzeigersinn an folgende Countys: Fairfield County, Kershaw County, Sumter County, Calhoun County, Lexington County und Newberry County.

## Geschichte
Richland County wurde offiziell 1785 gegründet. Benannt wurde es vermutlich nach dem nährstoffreichen Boden, der den Anbau von Baumwolle und der Indigopflanze begünstigte.

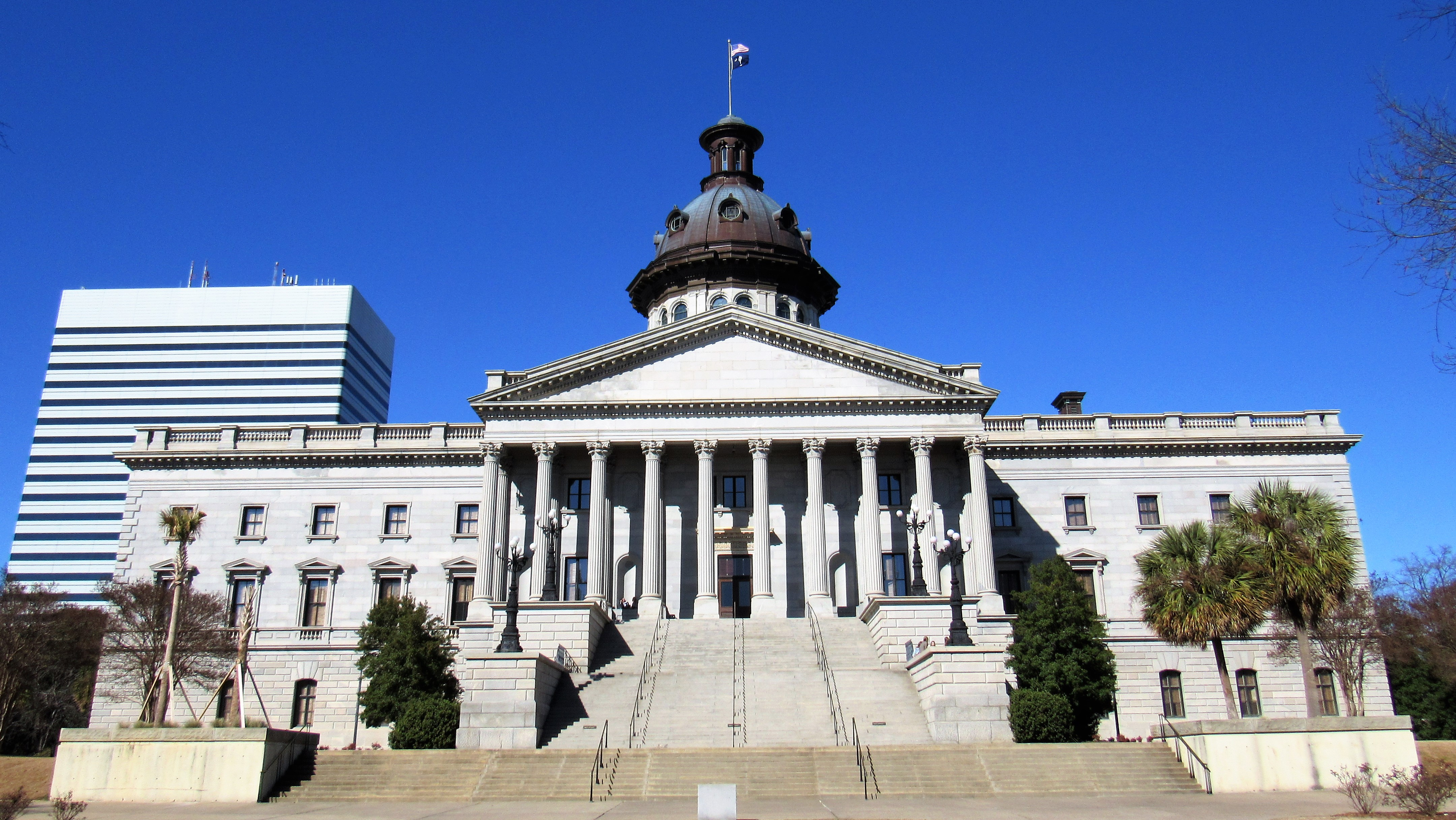
Das South Carolina State House ist eine von fünf National Historic Landmarks im County.

Fünf Orte im County haben den Status einer National Historic Landmark. 158 Bauwerke und Stätten des Countys sind im National Register of Historic Places (NRHP) eingetragen (Stand 29. Juli 2018).

## Demografische Daten
Nach der Volkszählung im Jahr 2000 lebten im Richland County 320.677 Menschen in 120.101 Haushalten und 76.384 Familien. Die Bevölkerungsdichte betrug 164 Einwohner pro Quadratkilometer. Ethnisch betrachtet setzte sich die Bevölkerung zusammen aus 50,29 Prozent Weißen, 45,16 Prozent Afroamerikanern, 0,24 Prozent amerikanischen Ureinwohnern, 1,72 Prozent Asiaten, 0,08 Prozent Bewohnern aus dem pazifischen Inselraum und 1,16 Prozent aus anderen ethnischen Gruppen; 1,35 Prozent stammten von zwei oder mehr Ethnien ab. 2,72 Prozent der Bevölkerung waren spanischer oder lateinamerikanischer Abstammung.
Von den 120.101 Haushalten hatten 31,5 Prozent Kinder unter 18 Jahre, die bei ihnen lebten. 43,7 Prozent waren verheiratete, zusammenlebende Paare, 16,3 Prozent waren allein erziehende Mütter, 36,4 Prozent waren keine Familien, 29,1 Prozent waren Singlehaushalte und in 7,3 Prozent lebten Menschen mit 65 Jahren oder darüber. Die Durchschnittshaushaltsgröße betrug 2,44 und die durchschnittliche Familiengröße betrug 3,05 Personen.
24,2 Prozent der Bevölkerung war unter 18 Jahre alt. 13,8 Prozent zwischen 18 und 24, 31,6 Prozent zwischen 25 und 44, 20,6 Prozent zwischen 45 und 64 und 9,8 Prozent waren 65 Jahre alt oder älter. Das Durchschnittsalter betrug 33 Jahre. Auf 100 weibliche Personen kamen 93,2 männliche Personen und auf 100 Frauen im Alter von 18 Jahren und darüber kamen 89,8 Männer.
Das jährliche Durchschnittseinkommen eines Haushalts betrug 39.961 USD, das Durchschnittseinkommen einer Familie betrug 49.466 USD. Männer hatten ein Durchschnittseinkommen von 34.346 USD, Frauen 25.909 USD. Das Prokopfeinkommen betrug 20.794 USD. 10,1 Prozent der Familien und 13,7 Prozent der Bevölkerung lebten unterhalb der Armutsgrenze.